# Sidagal
Sidagal is een bestuurslaag in het regentschap Tapanuli Utara van de provincie Noord-Sumatra, Indonesië. Sidagal telt 661 inwoners (volkstelling 2010).